# Mirelite
A Mirelite egy márkanév, melyet a Mezőgazdasági Ipari Részvénytársaság hozott létre. A Mirelite név egy mozaikszó, mely a Mezőgazdasági és Ipari Rt. + Elite rövidítésekből ered.

## Története
A felvidéki Diószegen létesült hűtőipari gyár működése 1943-ban kezdődött, amikor a cég hűtött élelmiszerek készítésével kezdett foglalkozni. Ez a vállalat készített Magyarországon elsőként gyorsfagyasztott készítményeket, a termékek a Frigelite márkanevet viselték, majd 1945-től MIRELITE márkanév alatt futott tovább.
- Cégtörténet évszámokban:
  - 1963 – Megszületik a 7 gyáregységből szervezett Hűtőipari Országos Vállalat (HOV).
  - 1976 – A cég továbbiakban, mint Magyar Hűtőipari Vállalat néven állította elő a vásárlók körében hamar ismertté és népszerűvé vált MIRELITE termékeket (MHV).
  - 1988 – Az önállóvá vált vállalatok mindegyike felvette kezdetben a MIRELITE nevet, melyet a későbbiekben elhagytak, majd önálló márkaépítésbe kezdtek.
  - 1993 – Az önállóvá váló gyárak közül jogilag a csepeli gyár vitte tovább a MIRELITE márkanevet.
  - 1994 – A MIRELITE Csepel a márkalogón frissítést hajtott végre.
  - 2009 – A MIRELITE márkanév jogutódja, a MIRELITE Csepel Kft. csődbe ment
  - 2010 – A MIRSA Pest megyei Hűtőipari Zrt. megvásárolta a MIRELITE márkanevet, megújította a logót, és ezzel a tradicionális márka tovább él.

## Díjak
- 2012 – A MIRELITE MIRSA Zrt. vadasmártása 2012-ben elnyerte a Magyar Termék Nagydíjat.
- 2013 – A MIRELITE MIRSA Zrt. a 2013-as Gulfood kiállításon a GULFOOD Awards termékverseny keretében, a Best New Frozen or Chilled Food – "Legjobb új fagyasztott vagy hűtött termék" kategóriában díjat nyert.
- 2014 – A MIRELITE MIRSA Zrt. 9 zöldségkeverék terméke elnyerte a Magyar Termék Nagydíjat.

## Érdekességek
- 2013. július 2-án felavatták Albertirsa újonnan kialakított központi parkját, melyet MIRELITE® parknak neveztek el.